# Telcel
Telcel es una empresa mexicana de telecomunicaciones y operadora de telefonía móvil propiedad de América Móvil. La marca Telcel surge en 1989, aunque sus inicios se remontan a 1981, como el primer servicio de radiotelefonía móvil (teléfono en el automóvil) en México. En 1984, obtiene la concesión para explotar la red de servicio radiotelefónico móvil, bajo el nombre de Radio Móvil DIPSA, S.A de C.V.

## Historia
En junio de 1926 se funda la empresa Publicidad Turística S.A., como filial de Teléfonos de México. Su actividad principal era la comercialización de directorios telefónicos (sección blanca y Sección Amarilla).
En septiembre de 1954, cambia de razón social por la de "Directorios Profesionales" (DIPSA), pues empezaba a especializarse en la edición del directorio azul por calles, directorio de la construcción, turismo y otros. Durante el mismo año y debido a la modernización en las telecomunicaciones, Teléfonos de México integra a DIPSA en la administración de la Radiotelefonía Móvil.
En 1981 se solicitó a la Secretaría de Comunicaciones y Transportes (SCT) una concesión para instalar y operar un sistema de radiotelefonía móvil conocido como radiotelefonía móvil (teléfono en el automóvil).
En 1984 se obtiene la concesión para explotar la red de servicio radiotelefonía móvil en Ciudad de México, bajo la denominación de Radiomovil DIPSA S.A de C.V.
En 1989 se crea la marca Telcel, iniciando operaciones en Ciudad de México.
En 1996, la compañía lanza el sistema Amigo, el primer sistema de prepago en América y el mundo lo cual cambia por completo el servicio de telefonía móvil.
En 2002, Telcel implementa la red GSM y servicios de Valor Agregado bajo el concepto Ideas Telcel.
En 2008 lanza su sistema conectividad 3G, con lo que se mejoró la experiencia móvil de los usuarios.
Para 2012 implementa su sistema de LTE, LTE Advanced y Conectividad 4G-LTE, que permite una velocidad de navegación de hasta 5 Mbps.
En marzo de 2016, Telcel gana la licitación de espectro de la banda de frecuencias 1990-1990 MHz / 2990-2990 MHz (Banda AWS).
En 2017 presentan soluciones relacionadas con el ecosistema del Internet de la Cosas (IoT).
En 2020 se lanza la red 5G en modo de pruebas cerradas al público y se esperaba que a inicios del 2021.
Telcel ha implementado su red 5G en México, ofreciendo a sus usuarios velocidades de navegación hasta 20 veces más rápidas y una menor latencia. Esta tecnología permite un acceso instantáneo a servicios y aplicaciones, además de potenciar la conexión de múltiples dispositivos, impulsando el Internet de las Cosas (IoT), el desarrollo de ciudades inteligentes, la telemedicina y mejoras en entretenimiento, educación y salud.
El 6 de noviembre de 2022, Telcel renueva su imagen, eliminando el icono característico del teléfono al lado de su nombre, manteniendo solamente este último.

## Otras participaciones
Es una marca que apoya el deporte y promociona eventos deportivos más importantes de México. En este sentido, la marca patrocina el Abierto Mexicano Telcel de Acapulco; Telcel Racing, el Gran Premio Fórmula 1; el Maratón de la CDMX Telcel; Hermosillo; el representativo de basquetbol de la Ciudad de México, Capitanes; así como equipos de fútbol de la liga mexicana tales como Pumas, Chivas, León, Xolos, Tigres, Santos Laguna, Pachuca.
Como una empresa responsable y sustentable, en 1996 se constituyó Fundación Telmex Telcel, A.C., institución filantrópica de carácter no lucrativo que opera a nivel nacional cuatro programas prioritarios: Educación, Salud, Justicia Social, Cultura y Desarrollo Humano.
Para Fundación Telmex Telcel, la responsabilidad social es primordial, para ello, trabajan estrechamente con las autoridades locales y organizaciones con experiencia y reconocimiento en la especialización que requieren sus programas sustantivos, con el objeto de que los apoyos que otorgan lleguen directamente a quienes más lo necesitan.
Como muestra de las acciones que lleva a cabo la Fundación, destaca la alianza que desde 2003 mantiene con la WWF por medio de la cual se apoya a la conservación y el manejo sustentable de los recursos naturales de México, se preserva los bosques de la mariposa Monarca así como se impulsan programas de protección a especies en peligro de extinción como el jaguar, ballenas, delfines, tiburones y tortugas marinas.
También fomenta iniciativas relacionadas con la educación como es Aprende.org, plataforma digital de Fundación Carlos Slim, que cuenta con más de 8000 cursos de capacitación de educación básica, media y superior dirigidos a maestros, estudiantes, padres de familia y público en general.
Aprende.org también ofrece la herramienta ‘Capacítate para el empleo’, la cual se especializa en cursos, talleres y diplomados enfocados en la enseñanza de un oficio y adquisición de herramientas para mejorar las capacidades productivas de las personas. Un número importante de cursos tiene validez oficial y además se puede aplicar para la bolsa de trabajo que ofrece la misma plataforma.
La navegación de esta aplicación es completamente gratuita para usuarios Telmex y Telcel.
Por otra parte, desde 2013, Telcel participa en el Programa Verde de Anatel, iniciativa de reciclaje de celulares por medio de la cual se invita a las personas a depositar en contenedores instalados en los más de 380 Centros de Atención a Clientes -distribuidos a lo largo del país- sus dispositivos inservibles o en desuso.
Telcel también es socio de la ONG Product RED, la cual realiza diversas acciones que promueven la erradicación de la transmisión de VIH de madres a hijos. Ambas instituciones realizan año con año una carrera para recaudar fondos.

## Reconocimientos y certificaciones
- En 2019, Telcel fue reconocida por Ipsos como la cuarta marca más influyente en México, en la que se destacó como la única empresa mexicana dentro del top 10.

- En 2019, y por décimo año consecutivo, recibió el Distintivo de Empresa Socialmente Responsable que otorga el centro mexicano para la Filantropía (CEMEFI).

- Telcel es la única marca mexicana situada entre las cien más valiosas del mundo de acuerdo al Ranking Brandz 2018 de la firma Millward Brown Group (MBG).

- En 2019, el holding Telcel aparece en el rango de las 500 empresas más importantes de México de la Revista Expansión al colocarse en segundo lugar.

- Recibe el Premio internacional Marcas de Confianza 2012 por tercer año consecutivo en el rubro de compañía de teléfonos celulares de mayor confianza en México, elaborado por Reader's Digest.